# سید امیرحسین قاضی‌زاده هاشمی
سید امیرحسین قاضی‌زاده هاشمی (زادهٔ ۲۵ فروردین ۱۳۵۰) پزشک و سیاستمدار اصولگرای ایرانی است. او از سال ۱۴۰۰ تا ۱۴۰۳، سمت معاونت رئیس‌جمهور و رئیس بنیاد شهید و امور ایثارگران را در دولت سیزدهم برعهده داشت. 
وی نماینده مشهد و کلات در دوره‌های هشتم، نهم، دهم و یازدهم مجلس شورای اسلامی بود‌. قاضی‌زاده هاشمی در دوره‌های نهم و دهم به‌عنوان دبیر، عضو هیئت رئیسه مجلس بود و در دوره یازدهم تا خرداد ماه ۱۴۰۰، نایب‌رئیس اول مجلس شورای اسلامی بوده‌است.

## سوابق سیاسی
وی متخصص گوش و حلق و بینی است و پیش از نمایندگی مجلس، ریاست دانشگاه علوم پزشکی سمنان را برعهده داشت. وی از نامزدهای سیزدهمین دوره انتخابات ریاست‌جمهوری ۱۴۰۰ بود.
او از زمان تشکیل جبهه پایداری، به عضویت این جبهه درآمد و در فاصله سال‌های ۱۳۹۲ تا ۱۳۹۳ سخنگوی آن بود اما پس از تأسیس حزب قانون از جبههٔ پایداری جدا شد. قاضی‌زاده هم‌اکنون عضو شورای مرکزی حزب اسلامی قانون است و رئیس بنیاد شهید و امور ایثارگران در دولت سیزدهم بود. وی در سال ۱۴۰۳ نیز از جمله نامزدهای تأیید صلاحیت شده انتخابات ریاست جمهوری بود که در نهایت انصراف داد.

## زندگی شخصی
سید امیرحسین قاضی‌زاده هاشمی در ۲۵ فروردین ۱۳۵۰ در شهر فریمان که در آن زمان یک  بخش از توابع شهرستان مشهد بود به دنیا آمد. وی متخصص گوش و حلق و بینی است.
قاضی‌زاده هاشمی در سال ۱۳۷۶ با همسرش که پزشک مرکز بهداشت شرق تهران است، ازدواج کرد. او یک دختر و یک پسر دارد.
قاضی‌زاده هاشمی در سال ۱۳۸۶ از حوزهٔ انتخابیه مشهد توانست به دورهٔ هشتم مجلس شورای اسلامی راه پیدا کند. وی همچنین در دوره‌های نهم، دهم و یازدهم نیز از همین حوزهٔ انتخابیه به مجلس راه پیدا کرد. قاضی‌زاده هاشمی در دوره‌های نهم و دهم مجلس شورای اسلامی، دبیر هیئت رئیسه مجلس و در دورهٔ یازدهم، تا خرداد ۱۴۰۰ نایب رئیسی اول مجلس را بر عهده داشت.
او پسرعموی سید حسن قاضی‌زاده هاشمی (وزیر سابق بهداشت) و برادر سید احسان قاضی‌زاده هاشمی (نماینده کنونی مجلس شورای اسلامی) است.

## انتخابات ریاست‌جمهوری

### انتخابات ریاست‌جمهوری ۱۴۰۰
قاضی‌زاده هاشمی در ۱۸ فروردین ۱۴۰۰ نامزدی خود را در انتخابات ریاست‌جمهوری ۱۴۰۰ اعلام کرد. وی در ۲۲ اردیبهشت ۱۴۰۰ به همراه دخترش با حضور در ستاد انتخابات وزارت کشور اقدام به ثبت‌نام برای سیزدهمین دوره انتخابات ریاست‌جمهوری ایران کرد. صلاحیت قاضی‌زاده هاشمی در تاریخ ۴ خرداد ۱۴۰۰ از سوی شورای نگهبان احراز شد. قاضی‌زاده هاشمی در نهایت در جایگاه چهارم انتخابات قرار گرفت.

### انتخابات ریاست‌جمهوری ۱۴۰۳
وی در روز دوشنبه ۱۴ خرداد ۱۴۰۳ با حضور در وزارت کشور برای انتخابات ریاست‌جمهوری دوره چهاردهم ثبت‌نام کرد و در ۲۰ خرداد صلاحیت وی توسط شورای نگهبان احراز شد.
قاضی‌زاده هاشمی در ۶ تیر به‌منظور «حفظ انسجام نیروهای انقلاب» از شرکت در انتخابات ریاست‌جمهوری کناره‌گیری کرد. او بعداً در دور دوم انتخابات برای حمایت از سعید جلیلی، در رشت، زنجان و ارومیه حضور یافت. گروهی از مخالفان وی در زنجان در واکنش به سخنرانی او شعار «پوششی حیا کن شهر مارو رها کن» سر دادند.

## تاریخچه انتخاباتی
| سال  | انتخابات                  | آرا       | ٪     | رتبه  | یادداشت‌ها          |
| ---- | ------------------------- | --------- | ----- | ----- | ------------------ |
| ۱۳۸۶ | مجلس شورای اسلامی         | ۱۵۳٬۸۹۰   | -     | چهارم | راهیابی به دور دوم |
| ۱۳۸۷ | دور دوم مجلس شورای اسلامی | ۱۵۴٬۰۲۸   | ۵۲٫۱۸ | اول   | پیروزی             |
| ۱۳۹۰ | مجلس شورای اسلامی         | ۳۳۰٬۴۰۵   | ۳۶٫۴۰ | اول   | پیروزی             |
| ۱۳۹۴ | مجلس شورای اسلامی         | ۳۸۵٬۶۳۵   | ۳۵٫۹۴ | اول   | پیروزی             |
| ۱۳۹۸ | مجلس شورای اسلامی         | ۳۹۷٬۴۴۸   | ۵۳٫۴۳ | دوم   | پیروزی             |
| ۱۴۰۰ | ریاست‌جمهوری               | ۱٬۰۰۳٬۶۵۰ | ۳٫۴۶  | چهارم | شکست               |
| ۱۴۰۳ | ریاست‌جمهوری               | –         | –     | –     | کناره‌گیری          |